# Skæbnens Veje (film af Einar Zangenberg)
|  | Denne artikel er oprettet af botten PalnaBot ud fra en ekstern database. Den kan derfor have sproglige fejl eller mangler. Denne skabelon kan fjernes efter kontrol af indholdet. |

 For alternative betydninger, se Skæbnens Veje. (Se også artikler, som begynder med Skæbnens Veje)
Skæbnens Veje er en stumfilm fra 1913 instrueret af Einar Zangenberg efter manuskript af Hilma Møller.

## Medvirkende
- Holger Reenberg som Fabrikant Bruun
- Alfi Zangenberg som Fru Bruun
- Edith Buemann Psilander som Ketty
- Emma Wiehe som Medvirkende
- Lilian Zangenberg som Medvirkende